# Тимаков, Александр Иванович
Александр Иванович Тимаков (5 сентября 1915, Люберцы,
Московская область — 23 января 1977, Малаховка) — танкист, Герой Советского Союза.

## Биография
Александр Иванович Тимаков родился 5 сентября 1915 года в посёлке Люберцы (ныне город Московской области), в семье рабочего. По национальности — русский. Член ВКП(б)/КПСС с 1939 года.
Окончил начальную школу и школу ФЗУ, работал на Люберецком заводе сельхозмашин.
В Красной Армии служил с 1936 года.
Участник боёв у озера Хасан 29 июля — 11 августа 1938 года (командир танка 2-й механизированной бригады РККА).
Во время боя вёл себя храбро и достойно. 6 августа 1938 года, после начала атаки в 6 часов 00 минут, танк младшего командира А. И. Тимакова (в составе экипажа — танкисты Сирченко и Малахов) вёл огонь по огневым точкам противника, поддерживая наступающую пехоту, уничтожил с 200 метров японскую противотанковую пушку, однако вслед за этим был подбит в результате попадания двух снарядов. В результате, погиб механик-водитель танка Малахов, однако танкисты Тимаков и Сирченко продолжали вести огонь из подбитой машины (огнём из пулемёта ДТ были уничтожены японский снайпер и группа японских солдат, попытавшаяся приблизиться к неподвижному танку и забросать его бутылками с горючим). Танкисты покинули танк после того, как израсходовали снаряды. А. И. Тимаков снял с подбитой машины пулемёт ДТ и вновь открыл яростный огонь по противнику, чем способствовал эвакуации нескольких танковых экипажей с территории, занятой противником.
После израсходования взятых из танка патронов, А. И. Тимаков достал диски с патронами из другого подбитого танка, занял позицию на высоте и вновь открыл огонь по противнику.
За героизм и мужество, проявленные в боях с японскими милитаристами, Указом Президиума Верховного Совета СССР от 25 октября 1938 года младшему командиру Тимакову Александру Ивановичу было присвоено звание Героя Советского Союза с вручением ордена Ленина, а после учреждения знака особого отличия ему вручена медаль «Золотая Звезда» № 100. А. И. Тимаков был первым жителем Люберецкого района, получившим это высокое звание.
Участник Великой Отечественной войны с июня 1941 года.
С 1948 года майор Тимаков А. И. вышел в запас по состоянию здоровья. Жил в посёлке городского типа Малаховка Люберецкого района Московской области. Работал в Малаховском детском санатории заместителем директора.
Скончался 23 января 1977 года.

## Награды и звания
- Герой Советского Союза (Медаль «Золотая Звезда» № 100);
- орден Ленина;
- медали[1].